# St. Johannes Baptista (Lautlingen)

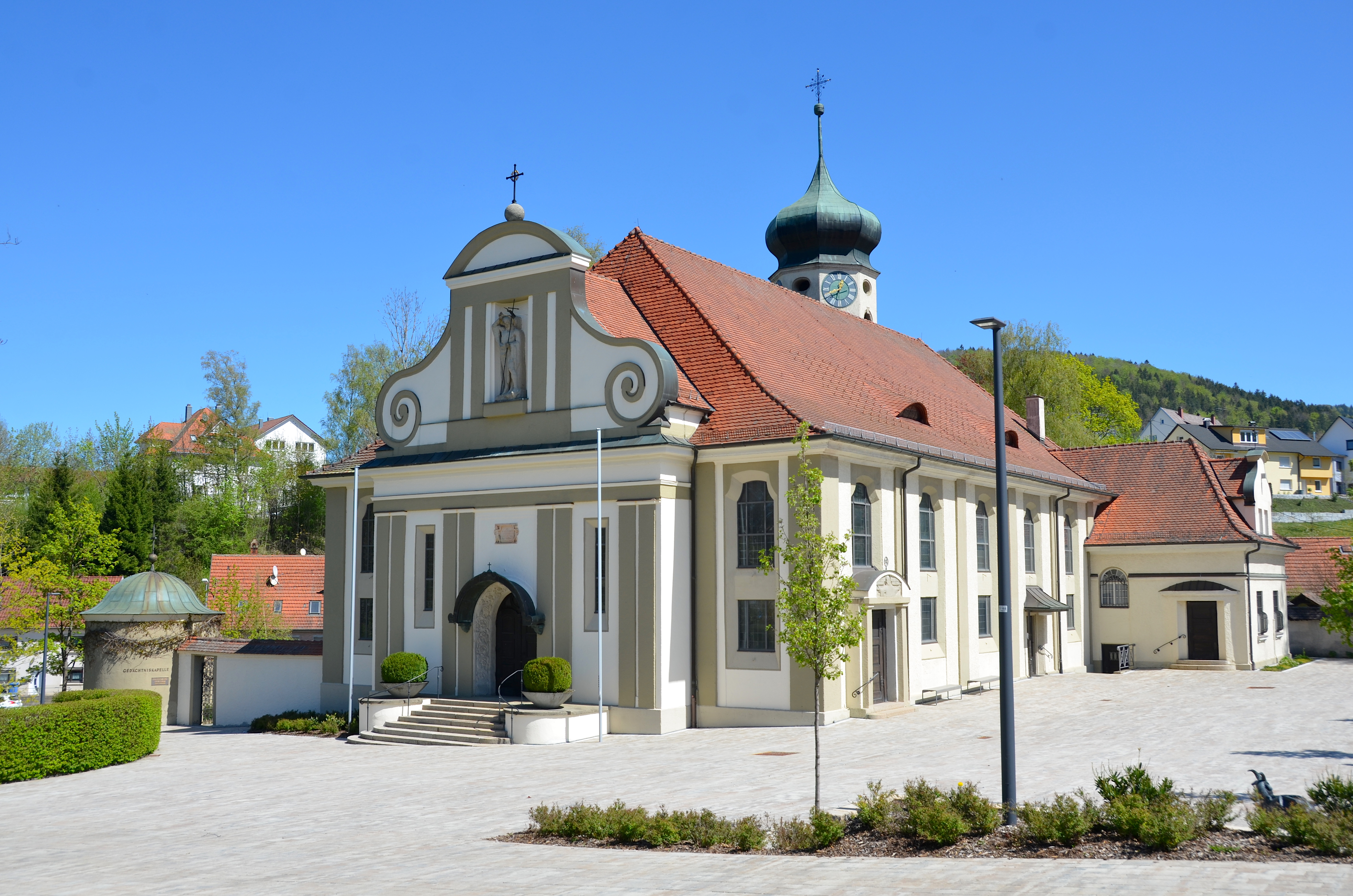
St. Johannes Baptista in Lautlingen

Die römisch-katholische Pfarrkirche St. Johannes Baptista steht in Lautlingen, einem Stadtteil von Albstadt im Zollernalbkreis in Baden-Württemberg. Die Kirchengemeinde gehört zum Dekanat Balingen der Diözese Rottenburg-Stuttgart. Das Bauwerk ist beim Landesamt für Denkmalpflege Baden-Württemberg als Baudenkmal eingetragen.

## Beschreibung
Die Hallenkirche wurde 1912/13 anstelle der bei dem Erdbeben 1911 beschädigten romanischen Dorfkirche errichtet. Sie besteht aus einem Langhaus mit einem Mittelschiff und zwei Seitenschiffen, das nach Entwürfen von Wilhelm Friedrich Laur und Hugo Schlösser aus Stahlbeton erbaut wurde, einem eingezogenen, halbrund geschlossenen Chor im Osten und einem von 1725 erhalten gebliebenen Chorflankenturm an der Nordwand des Chors. Er wurde mit einem achteckigen Geschoss aufgestockt, das die Turmuhr und den Glockenstuhl beherbergt, und mit einer Zwiebelhaube bedeckt. Der Risalit in der Fassade im Westen ist mit einem Volutengiebel bedeckt.
Das Mittelschiff ist mit einem Tonnengewölbe überspannt, die Seitenschiffe mit Flachdecken. Die Orgel auf der Empore wurde 1928 als Opus 96 von der Reiser Orgelbau errichtet.

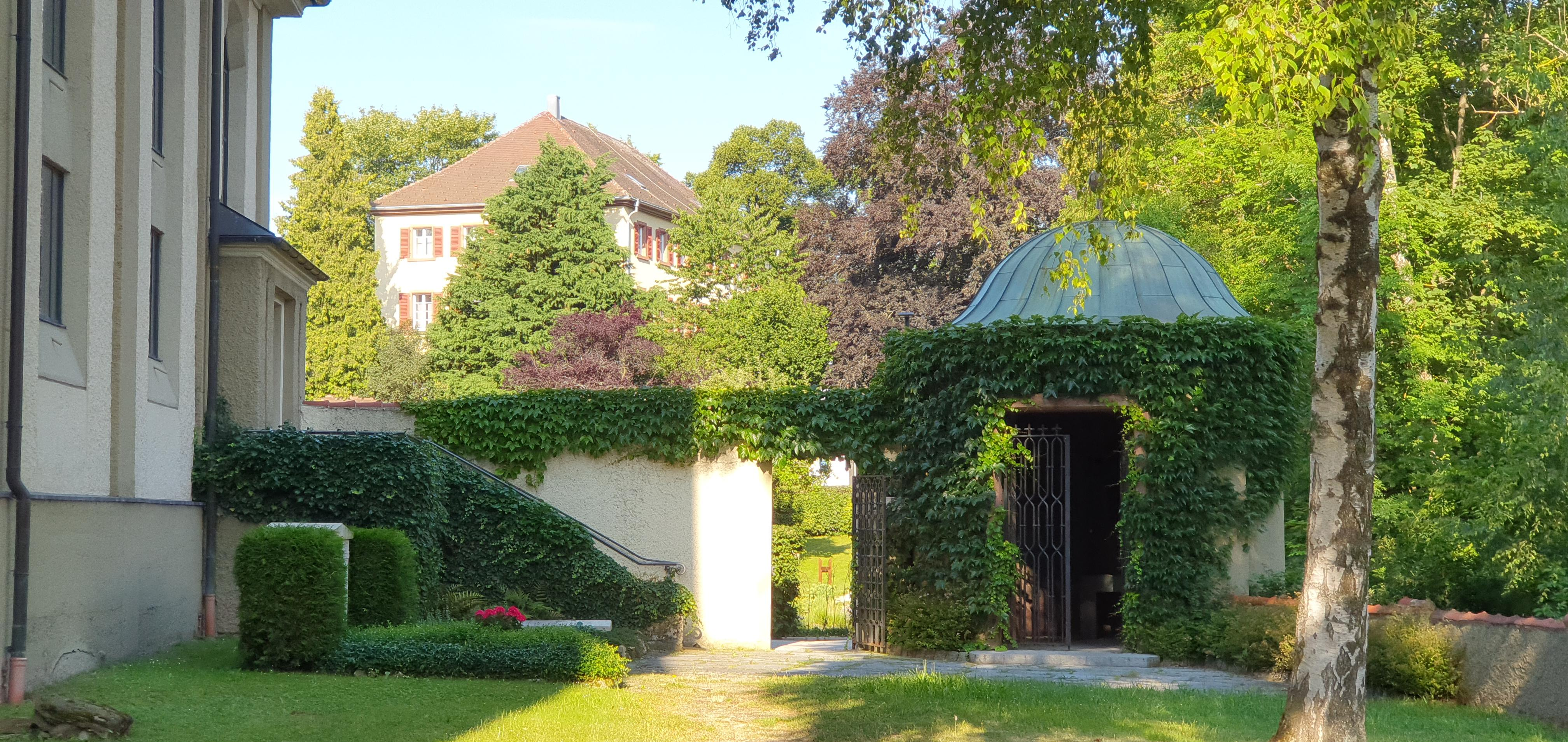
Stauffenberg-Gedächtniskapelle

Neben der Kirche befindet sich die Stauffenberg-Gedächtniskapelle, die zum Gedenken an die Ereignisse am 20. Juli 1944 errichtet wurde.